# Olli Pekkala
Pour les articles homonymes, voir Pekkala.
Olli Pekkala, né le 5 février 1987 à Kärkölä, est un sauteur à ski finlandais.

## Biographie
Licencié au Lahden Hiihtoseura, il fait ses débuts internationaux en 2003, se classant huitième cinquième. En 2004, il participe à deux manches de la Coupe du monde à Kuopio, mais ses plus grands succès restent trois médailles de bronze aux Championnats du monde junior en 2003 et 2005 par équipes, ainsi que'en 2004 en individuel.
Il marque des points dans le Grand Prix en 2005 à Sapporo (21e).
En février 2004, il obtient son seul podium dans la Coupe continentale en Kuopio.

## Palmarès

### Championnats du monde junior
| Épreuve / Édition | Solleftea 2003 | Stryn 2004 | Rovaniemi 2005 |
| Individuel        | 9e             | Bronze     | 17e            |
| Par équipes       | Bronze         | 6e         | Bronze         |

### Coupe du monde
- Meilleur résultat : 41e.

### Coupe continentale
- 1 podium.